# Cetoacidosi diabètica
La cetoacidosi diabètica és una complicació potencialment mortal en pacients amb diabetis mellitus. Això passa sobretot en aquells amb diabetis mellitus de tipus 1, però pot passar en les persones amb diabetis mellitus de tipus 2, en determinades circumstàncies. La cetoacidosi diabètica resultat d'una escassetat d'insulina, en resposta del cos al metabolisme dels àcids grassos i la producció de cossos cetònics que causen la majoria dels símptomes i complicacions.

## Diagnosi
La cetoacidosi diabètica pot ser el primer símptoma de la diabetis no diagnosticada prèviament, però també pot passar en els diabètics coneguts a causa d'una varietat de causes, com malalties intercurrents o un mal compliment del tractament amb insulina. Són símptomes típics els vòmits, la deshidratació, la respiració profunda panteixant, la confusió (i podent progressar fins al coma). La cetoacidosi diabètica es diagnostica amb una anàlisi de sang i una anàlisi d'orina, que es distingeix d'altres formes menys comuns de cetoacidosi per la presència d'alts nivells de sucre en la sang. El tractament consisteix en líquid intravenós per corregir la rehidratació, la insulina per suprimir la producció de cossos cetònics, el tractament de les causes subjacents, com infeccions, i l'observació estreta per a prevenir i detectar altres complicacions.
La cetoacidosi diabètica és una urgència mèdica, i sense tractament pot conduir a la mort. Va ser descrita per primera vegada el 1886 i fins a la introducció de la teràpia d'insulina en la dècada de 1920 era gairebé sempre mortal. Ara porta una mortalitat de menys del 5% amb el tractament adequat i oportú.

## Detecció
Com a prova de la cetoacidosi diabètica es mesura el nivell d'àcid acetoacètic en l'orina de persones amb diabetis. i per controlar les persones amb una dieta cetogènica o baixa en hidrats de carboni. La nitroprussida canvia de rosa a porpra en presència d'acetoacetat, la base conjugada d'àcid acetoacètic, i el canvi de color permet classificar-ho a simple vista. La prova no mesura el β-hidroxibutirat, la cetona més abundant del cos (cal mesurar-lo d'una mostra de sang); durant el tractament de la cetoacidosis, el β-hidroxibutirat es converteix en acetoacetat, de manera que la prova no és útil després que el tractament comenci i pugui ser fals en el moment del diagnòstic.